# Bursø Sogn
Bursø Sogn 
ist eine Kirchspielsgemeinde (dän.: Sogn)
auf der Insel Lolland im südlichen Dänemark.
Bis 1970 gehörte sie zur Harde Fuglse Herred im damaligen Maribo Amt, danach zur Holeby Kommune im Storstrøms Amt, die im Zuge der  Kommunalreform zum 1. Januar 2007 in der Lolland Kommune in der Region Sjælland aufgegangen ist.
Im Kirchspiel leben 222 Einwohner (Stand: 1. Januar 2023).

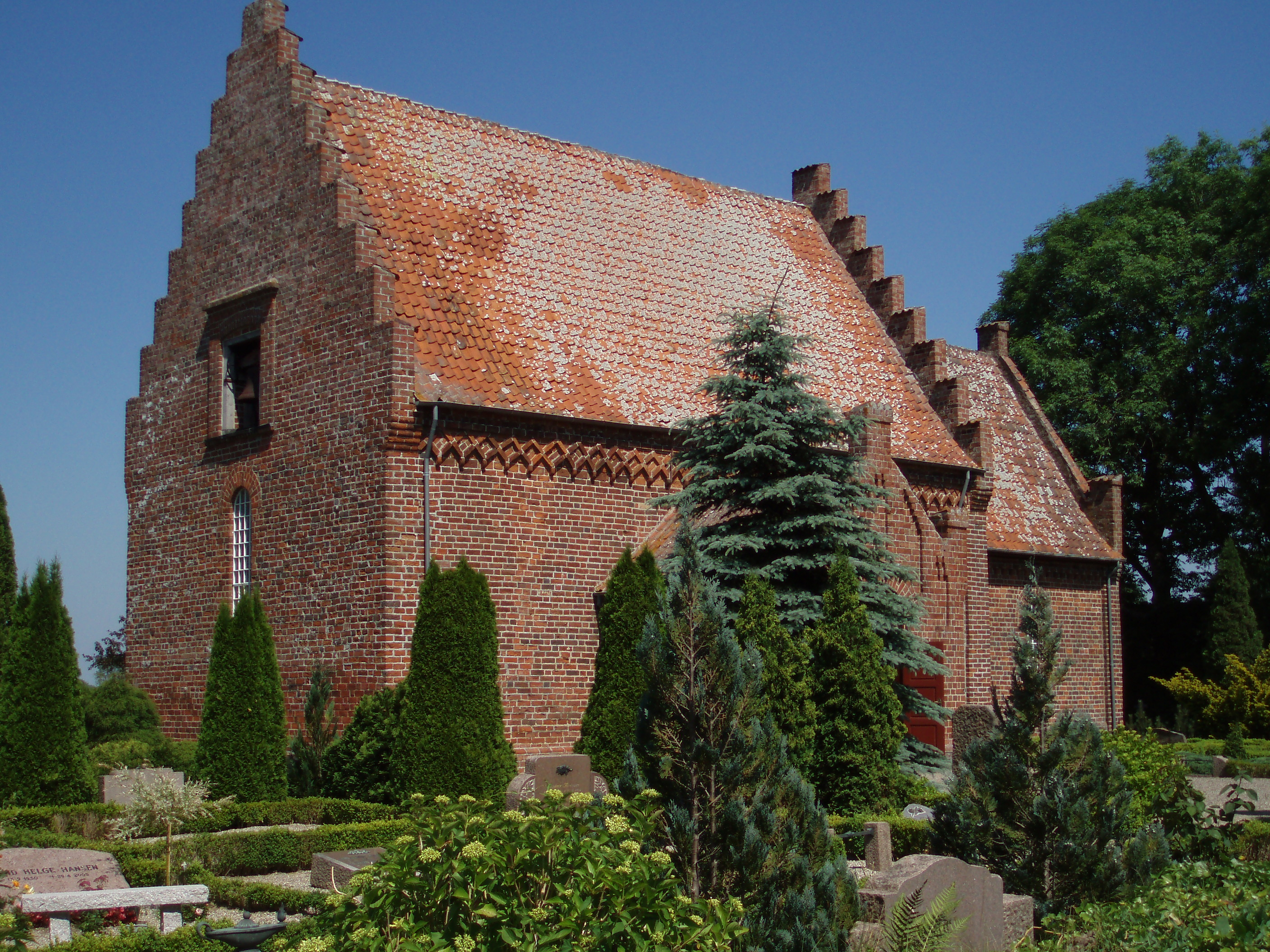
Bursø Kirke

Im Kirchspiel liegt die Kirche „Bursø Kirke“.
Nachbargemeinden sind im Norden Maribo Domsogn, im Osten Krønge Sogn, im Süden Holeby Sogn und im Westen Hillested Sogn.